# Joseph Maria Olbrich

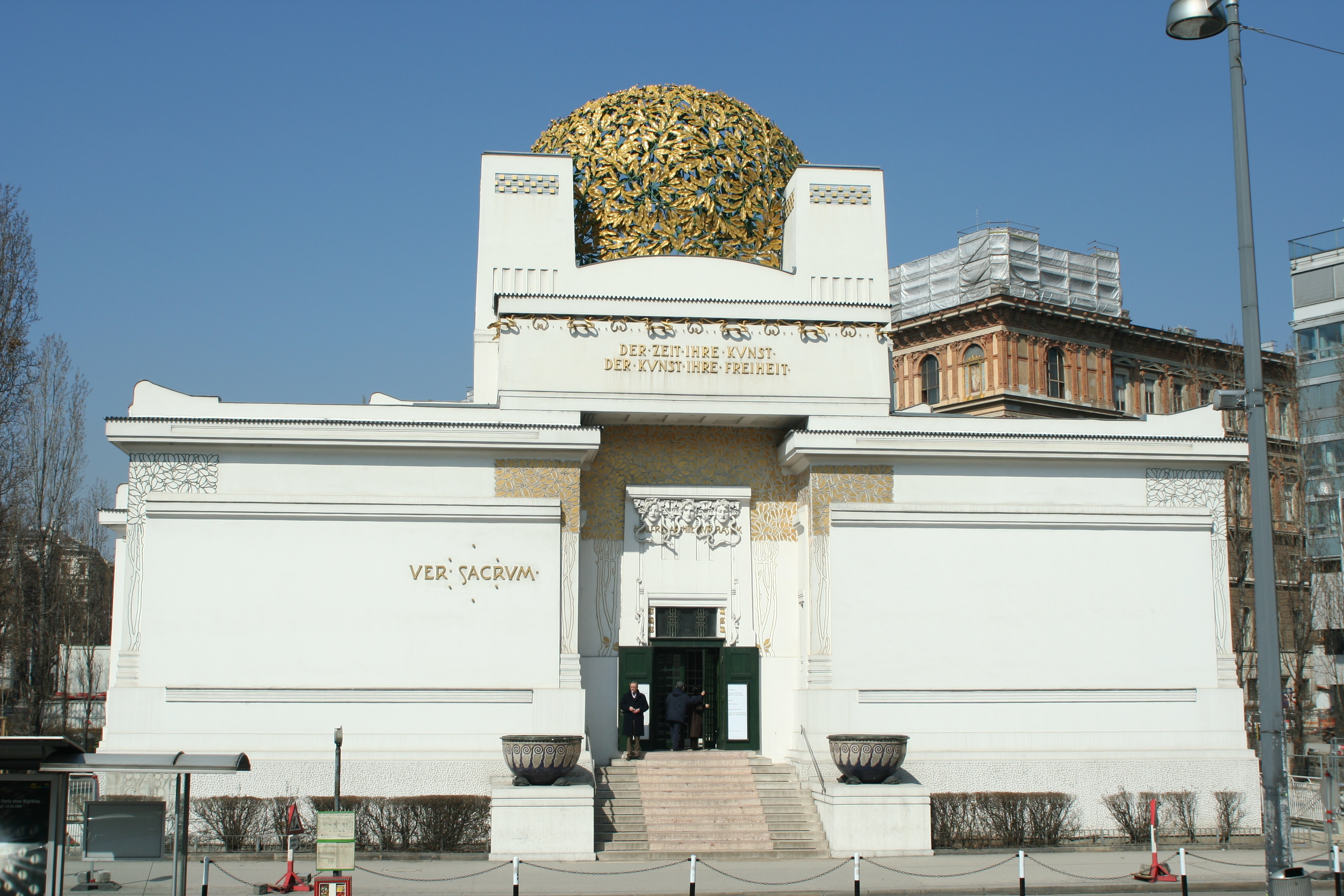
Wenen: Huis van de Secession

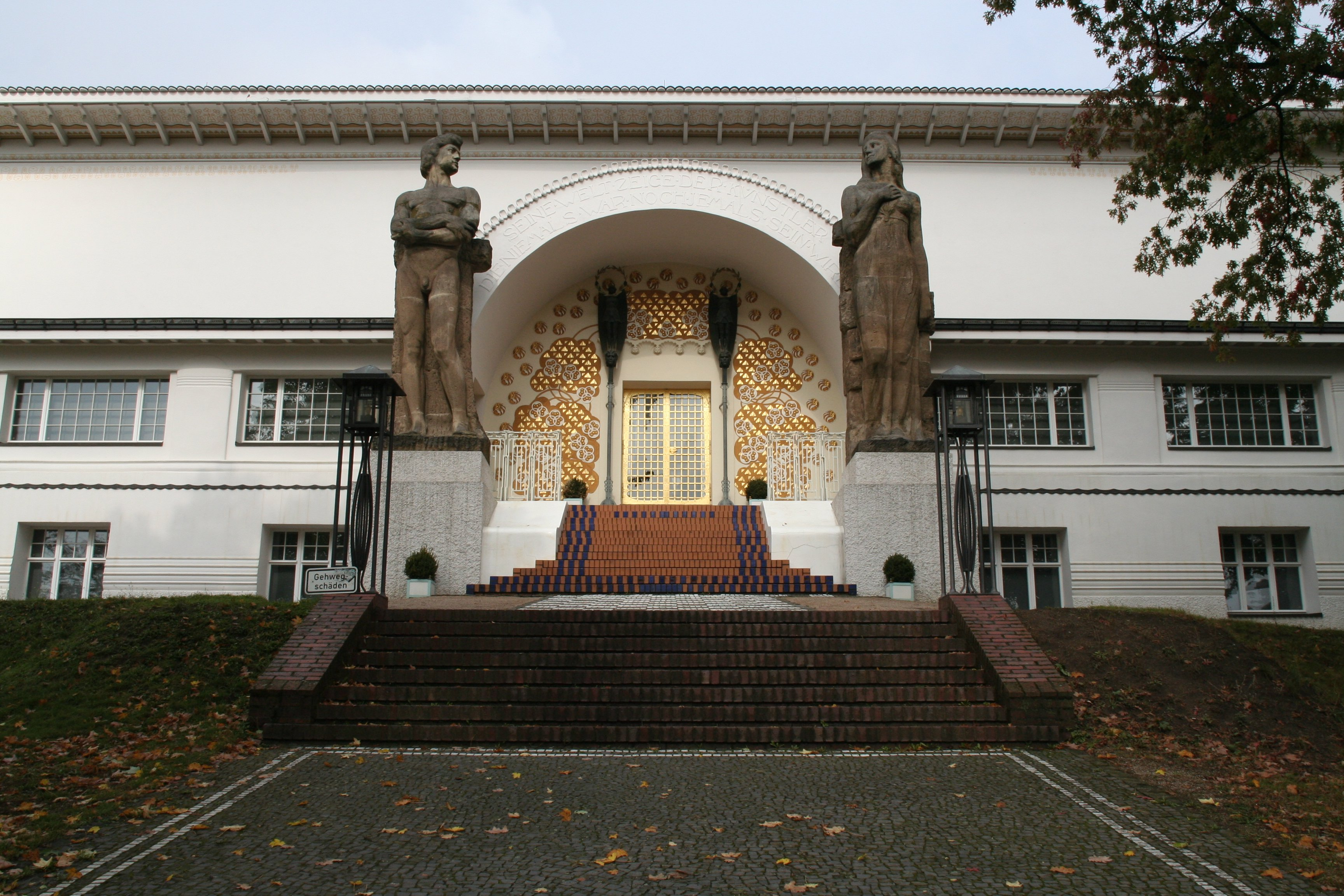
Darmstadt: Ernst Lodewijkhuis

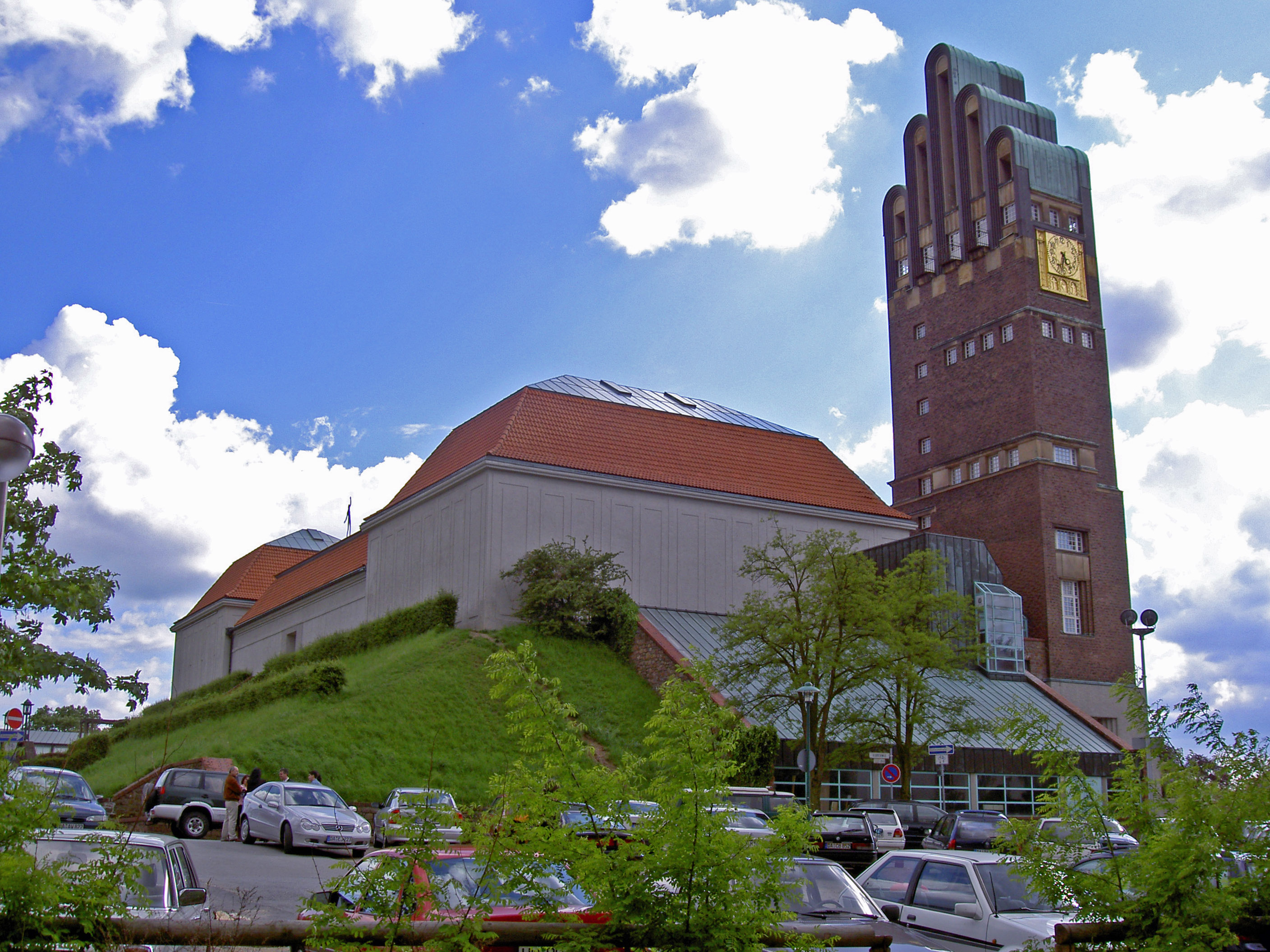
Darmstadt: Huwelijkstoren op de Mathildenhöhe

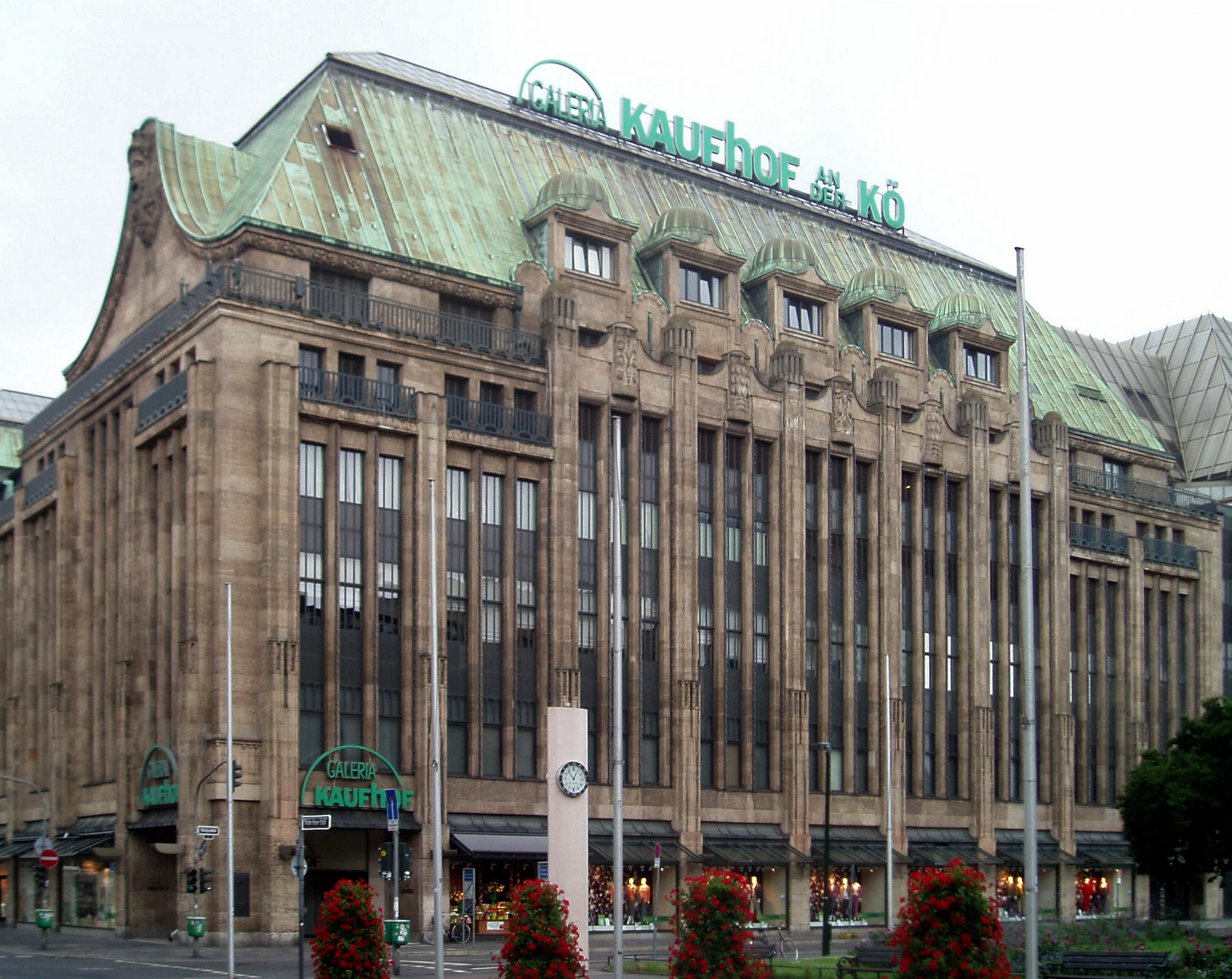
Düsseldorf: Warenhuis Tietz (thans: Kaufhof)

Joseph Maria Olbrich (Troppau, 22 december 1867 - Düsseldorf, 8 augustus 1908) was een Oostenrijks architect en ontwerper.
Hij was een leerling van Otto Wagner en een van de oprichters van de Wiener Secession. Olbrich werd een van de productiefste vertegenwoordigers van deze variant van de jugendstil, zeker als in aanmerking wordt genomen dat hij slechts veertig jaar oud werd. Zijn bekendste gebouwen zijn het Secessionsgebouw in Wenen en een reeks gebouwen die hij in Darmstadt bouwde toen hij in die stad de drijvende kracht was achter de kunstenaarskolonie op de Mathildenhöhe.

## Leven en werk

### Wenen
Olbrich werd geboren in Troppau, thans Opava in Tsjechië en destijds de hoofdstad van Oostenrijks Silezië. Hij volgde zijn architectuuropleiding in Wenen, aanvankelijk aan de Wiener Staatsgewerbeschule en vanaf 1890 aan de Academie voor Beeldende Kunsten, waar Karl von Hasenauer en Otto Wagner zijn leermeesters waren. Hij won tijdens zijn studie onder meer de Prix de Rome. In 1893 trad hij in dienst op het bureau van Otto Wagner en assisteerde hem bij zijn ontwerpen voor Weense stationsgebouwen.
In 1897 sloot Olbrich zich aan bij de kunstenaars rond de schilder Gustav Klimt die zich in navolging van voorbeelden in München en Berlijn afscheidden (= Secession) van het conservatieve Wiener Künstlerhaus. Olbrich ontwierp het tentoonstellingsgebouw van de aldus ontstane Wiener Secession, het Secessionsgebouw aan de Linke Wienzeile. Het kwam in 1898 gereed en geldt als een van de voornaamste vertegenwoordigers van de jugendstil-architectuur. Aan de inrichting van het gebouw, dat ook kortweg Secession wordt genoemd, werkten ook Klimt en Wagner mee. Karakteristiek is de opengewerkte laurierkoepel van verguld brons. Teksten op het gebouw onderstrepen de optimistische instelling van de Secession-kunstenaars: Der Zeit ihre Kunst, der Kunst ihre Freiheit (een citaat van Ludwig Hevesi) en naast de ingang het motto Ver Sacrum (Heilige Lente), dat tevens de naam van het tijdschrift van de stroming was. Het gebouw is als jugendstil-icoon ook afgebeeld op de Oostenrijkse 50-eurocentmunt.

### Darmstadt
In 1899 vertrok Olbrich uit Wenen om zich op uitnodiging van de Hessische groothertog Ernst Lodewijk in diens kunstenaarskolonie in Darmstadt te vestigen. Deze mecenas had op de Mathildenhöhe een groot aantal kunstenaars verzameld en in dit gezelschap zou Olbrich zich als enige architect ontpoppen als de centrale figuur. Een ander lid, de schilder Peter Behrens, die tegelijkertijd met Olbrich binnenkwam, zou later overigens ook roem verwerven als architect. In 1901 vond de eerste en grootste tentoonstelling van deze kunstenaarsgroep plaats. Olbrich had het Ernst Lodewijkhuis (Ernst-Ludwig-Haus) en zes villa's ontworpen. De tentoonstelling was een artistiek succes, maar een financieel fiasco. Veel kunstenaars verlieten de kolonie, maar Olbrich bleef.
In 1902 exposeerde Olbrich op de Turijnse Quadriennale voor kunstnijverheid en in 1904 presenteerde hij niet alleen nieuwe woonhuizen, strakker opgezet dan de vorige, in zijn eigen Darmstadt, maar waren zijn interieurontwerpen ook te zien op de Wereldtentoonstelling van Saint Louis, de Louisiana Purchase International Exposition.
In 1905 begon Olbrich te werken aan een van zijn markantste gebouwen: de Huwelijkstoren (Hochzeitsturm). Deze toren verrees op de top van de Mathildenhöhe als geschenk van de stad ter gelegenheid van het (tweede) huwelijk van de groothertog. De toren, die het symbool van de stad is geworden, doet denken aan een groot standbeeld.

### Düsseldorf
In 1908 werd het laatste belangrijke ontwerp van Olbrich voltooid: het warenhuis Tietz aan de Königsallee in Düsseldorf. Olbrich ontwierp ook het interieur, maar kon het niet voltooien, omdat hij in dat jaar op veertigjarige leeftijd stierf aan leukemie.

## Selectie van werken
- 1897-1898: Secessionsgebouw, Wenen
- 1899-1900: Huis Bahr, Wenen
- 1901: Ernst-Lodewijkhuis, Darmstadt, (Mathildenhöhe)
- 1900: Huis Olbrich, Darmstadt (Mathildenhöhe)
- 1900: Huis Christiansen, Darmstadt (Mathildenhöhe)
- 1900-1901: Huis Habich, Darmstadt (Mathildenhöhe)
- 1901: Grote en Kleine Haus Glückert, Darmstadt (Mathildenhöhe)
- 1901: Tentoonstellingsgebouw, Darmstadt (Mathildenhöhe)
- 1907-1908: Huwelijkstoren (Hochzeitsturm), Darmstadt (Mathildenhöhe)
- 1907-1909: Warenhuis Leonhard Tietz (thans Kaufhof), Düsseldorf